# مقاطعة ستوري (آيوا)
مقاطعة ستوري (بالإنجليزية: Story County)‏ هي إحدى مقاطعات ولاية آيوا في الولايات المتحدة الأمريكية.